# 괌 전투 (1944년)
제2차 괌 전투(The Second Battle of Guam, 1944년 7월 21일 – 8월 10일)는 제2차 세계 대전 태평양 전역의 미국령 마리아나 제도에서 일본군이 점령했던 괌을 함락시킨 전투이다. 마리아나·팔라우 제도 전역에서 사이판 전투 다음으로 많은 희생자를 기록한 전투이기도 하다.

## 배경
괌은 마리아나 제도에서 가장 큰 섬으로 52km의 길이에, 16km의 너비를 가지고 있다.:14 1898년 스페인으로부터 함락을 이후부터 제2차 세계 대전 시작 전에 미국의 통치 하에 있었지만, 1941년 12월 10일에 진주만 공격에 이어 일본군의 공격으로 빼앗기고 말았다.
미군은 1943년 2월 과달카날 전투에서 일본군을 물리치고 중부 태평양의 일본 세력에 압박을 가하고 있었다. 일본은 1943년 9월 30일 ‘최고 전쟁지도 회의’에서 재가된 〈향후 채용될 전쟁지도 지침〉에 ‘확보해야 할 중요 수역’으로 이 지역을 ‘절대국방권역’으로 정했다. 그러나 미군은 길버트·마샬 군도 전역에서 중부 태평양의 일본이 점령한 각 섬을 징검다리 작전으로 공략하여 조금씩 일본 본토에 다가오고 있었다. 그 때문에 사이판, 괌, 티니안 등 마리아나 제도가 절대 국방 권역의 최전선으로 주목 받게 되었고, 일본군은 전력 증강을 서둘렀다.
가장 중요한 거점은 사이판섬으로 전쟁 전부터 일본의 위임통치령으로 많은 일본인이 살고 있었고, 중부 태평양을 관할하고 있던 제31군 사령부가 있었다. 괌 또한 그에 버금가는 중요한 거점으로 소홀히 할 수 없는 지역이었고, 일본은 이 섬의 전력 강화를 꾀했다.
미군에게도 마리아나 제도는 개발이 진행되고 있던 전략 폭격기 B-29의 이상적인 기지가 될 수 있었다. 또한 미래에 대만과 오키나와를 공략하고 중국 대륙과 일본 본토를 침공하기 위한 전진기지도 될 수 있는 전략적 가치가 매우 높은 곳이어서 중점 확보 지역이 되어 있었다. 태평양 방면 미 육군 총사령관이었던 태평양 함대 사령관 체스터 니미츠는 마리아나 제도 공략을 위해 고속 항공모함 함대를 중심으로 함대 하나와 해병대를 주력으로 한 수륙양용 군단의 대부대를 유래없이 큰 규모로 원정을 준비했다.
일본군도 재건 기동 부대, 제1기동함대와 기지 항공대 등의 전력으로 필사적으로 저항을 했지만, 마리아나 해전의 패배로 미군의 마리아나 제도 상륙을 저지 할 수 없었다. 따라서 사이판에 이어 괌과 티니안에도 미군이 상륙하여, 수비대와 격렬한 전투가 벌어지게 되었다.

## 전투
산호초와 절벽, 거센 파도로 둘러싸인 괌은 공격자들에게는 공략하기 어려운 자연 방벽을 제공했다.:14 7월 14일부터 17일까지 수중폭파팀은 해안을 정찰하고, 장애물을 없앴다.:43 여러 장애물에도 불구하고, 7월 21일 미군은 아프라 항을 확보하기 위해 괌 서부의 오로테 반도 양쪽에 상륙을 했다.:23 제3해병사단은 오로테 반도 북쪽 아가나 근처에 8시 29분에 상륙을 했고, 제1임시해병여단은 남쪽의 아그타에 상륙을 했다.:24,44 일본 포병은 LVT 20척을 격침시켰으며, 특히 제1임사해병여단에 수많은 미군 사상자를 냈지만, 9시경에 병력과 탱크가 두 해안에 상륙을 했다.

## 이후
괌을 점령한 미군은 일본군이 만들고 거의 사용하지 못한 비행장을 정비하여 사이판 등지와 함께 일본 본토에 대한 전략 폭격의 거점으로 삼았다. 괌과 사이판에서 출격한 B-29는 일본의 많은 도시를 잿더미로 만들고 일본의 전투력을 계속 약화시켰다. 이 비행장은 이후 괌 국제공항이 되었고, 오늘날에도 괌의 하늘을 오가는 관문이 되었다. 또한 괌은 미국 육해군의 전진 기지가 되었고, 이후 필리핀, 이오섬, 오키나와 공략에 중요한 역할을 했다. 이와 같이 괌을 포함 마리아나 제도의 상실은 대전의 흐름을 바꾸는 큰 역할을 했다.

## 같이 보기
- 사이판 전투
- 티니안 전투